# Salvador de Madariaga
Salvador de Madariaga y Rojo (n. 23 iulie 1886, A Coruña, Galicia, Spania – d. 14 decembrie 1978, Locarno, Cantonul Ticino, Elveția) a fost un diplomat, scriitor, istoric și pacifist spaniol. A fost nominalizat la Premiul Nobel pentru literatură și la Premiul Nobel pentru pace. În 1973 a primit Premiul Carol cel Mare.